# Fatty's Faithful Fido
Fatty's Faithful Fido er en amerikansk stumfilm fra 1915 af Fatty Arbuckle.

## Medvirkende
- Roscoe "Fatty" Arbuckle
- Minta Durfee
- Al St. John
- Joe Bordeaux
- Glen Cavender